# チーフテン (戦車)
チーフテン (FV 4201 Chieftain) は、イギリスで開発された第二次世界大戦後第2世代の主力戦車。
「チーフテン」は「族長」もしくは「酋長」の意味で、イギリスで「Chieftain」と言った場合、特にスコットランド高地氏族をはじめとする大英帝国隷下の族長や酋長を指す。

## 特徴
チーフテンは、主力戦車であるセンチュリオンとその支援用重戦車コンカラーの両車を統合するという目的で開発が始まった。
冷戦が激化する中、西側諸国の戦車は対戦車ミサイルや歩兵用携帯対戦車火器の発達により、「装甲防御力を強化するより機動力を高めて攻撃を回避する方が得策である」という設計思想の基に開発されるものが多数を占めていた。
そのような潮流の中、イギリス陸軍は装甲防御力を犠牲にして機動力を強化する思想にはかつての巡航戦車の失敗から懐疑的であったため、乗員保護の観点からチーフテンにはかなりの重装甲を持たせた。主砲もコンカラーの120mm戦車砲を搭載することが要求されたが、巨大すぎて搭載が難しかったため、新型のL11 120mm戦車砲を搭載した。この砲は分離弾薬方式で弾頭と装薬が分離しており、装填手の負担を軽減するように配慮されていたが、結果として砲弾の発射速度が通常6発/分に低下してしまった。
サスペンションはセンチュリオンと同じホルストマン方式のものを採用し、整備性と実用性を重視していた。エンジンはL60対向ピストン式6気筒多燃料液冷ディーゼルエンジンを搭載していたが、このエンジンは構造が複雑で信頼性に欠けていたため、後の改良で一般的なディーゼルエンジンに換装された。
チーフテンは1963年から本格的に生産が開始され、改良を続けながら1970年代初頭まで量産された。その後も装甲や火器管制装置の改良が加えられ、後継のチャレンジャー1が登場するまで、NATO軍の第一線で運用された。
|          | チャレンジャー2                     | チャレンジャー1                     | チーフテン                              | コンカラー                        | センチュリオンMk.3-13                            |
| -------- | ----------------------------------- | ----------------------------------- | --------------------------------------- | --------------------------------- | ------------------------------------------------ |
| 画像     |                                     |                                     |                                         |                                   |                                                  |
| 世代     | 第3.5世代                           | 第3世代                             | 第2世代                                 | 第2世代                           | 第1世代                                          |
| 全長     | 11.55 m                             | 11.5 m                              | 10.8 m                                  | 11.582 m                          | 9.83 m                                           |
| 全幅     | 3.52 m                              | 3.51 m                              | 3.50 m                                  | 3.987 m                           | 3.39 m                                           |
| 全高     | 3.04 m                              | 2.95 m                              | 2.89 m                                  | 3.353 m                           | 3.01 m                                           |
| 重量     | 68.9 t                              | 62 t                                | 55 t                                    | 66.044 t                          | 52 t                                             |
| 主砲     | 55口径120mmライフル砲               | 55口径120mmライフル砲               | 55口径120mmライフル砲                   | 55口径120mmライフル砲             | 66.7口径20ポンド（84mm）砲 51口径105mmライフル砲 |
| 副武装   | 7.62mm機銃×1 7.62mm機関銃×1         | 7.62mm機銃×2                        | 7.62mm機関銃×2                          | 7.62mm重機関銃×2                  | Mk.3-4:7.92mm機関銃×2 Mk.5-13:7.62mm重機関銃×2   |
| 装甲     | チョバム+ERA+スラット               | チョバム+ERA                        | 通常                                    | 通常                              | 通常                                             |
| エンジン | 液冷4ストローク V型12気筒ディーゼル | 液冷4ストローク V型12気筒ディーゼル | 液冷2ストローク 水平対向6気筒ディーゼル | 液冷4ストローク V型12気筒ガソリン | 液冷4ストローク V型12気筒ガソリン                |
| 最大出力 | 1,200 hp（895 kw）                  | 1,200 hp（895 kw）                  | 750 hp                                  | 810 hp／2,800 rpm                 | 650 hp／2,550 rpm                                |
| 最高速度 | 59 km/h                             | 56 km/h                             | 48 km/h                                 | 34.28 km/h                        | 34.6 km/h                                        |
| 懸架方式 | ハイドロニューマチック式            | ハイドロニューマチック式            | ホルストマン式                          | ホルストマン式                    | ホルストマン式                                   |
| 乗員数   | 4名（車長, 砲手, 操縦士, 装填手）   | 4名（車長, 砲手, 操縦士, 装填手）   | 4名（車長, 砲手, 操縦士, 装填手）       | 4名（車長, 砲手, 操縦士, 装填手） | 4名（車長, 砲手, 操縦士, 装填手）                |
| 装填方式 | 手動                                | 手動                                | 手動                                    | 手動                              | 手動                                             |
| C4I      | 〇                                  | △                                   | ×                                       | ×                                 | ×                                                |

## 運用
チーフテンは出現当初、時代の潮流とは異なる重戦車的な性格が強い戦車であったために注目を集め、ソビエト連邦軍はチーフテンの攻撃力と防御力の高さを非常に恐れていたという。特に冷戦期NATO軍の一員として西ドイツに駐屯するイギリス陸軍ライン軍団（British Army of the Rhine：通称「BAOR」）にセンチュリオンから更新配備された本車は、充分な抑止力として機能した。
チーフテンはイラン、ヨルダン、オマーン、クウェートなどの中東諸国に採用された。イラン仕様車であるシール1は、後にチャレンジャー1開発にシフトされるシール2計画の開発ベースにもなった。シール1は元々イスラエルとの間で共同開発を決めて契約したが、イギリスの中東政策の変更で契約は反故にされ、試験購入された2輌以外は導入されなかった。この後、イスラエルは主力戦車の独自開発を行い、本車と同様の設計思想の下にエンジンを前方に配置するなど、本車以上に乗員の生存性を重視したメルカバを誕生させた。イランの出資により開発が続けられたシール1はイラン革命により契約がキャンセルされ、結局はヨルダンが「ハリド」として採用した。
イラン軍のチーフテンは、イラン・イラク戦争にてアメリカ製のM48パットンやM60パットンなどと共にイラク軍のT-54、T-55、T-62、T-72などと交戦した。当時最新鋭のT-72が使用するAPFSDSに対して通常装甲では防御できず多数撃破され大敗を喫した。防衛に転じたイラク軍は平地を冠水させて湿地化するという戦法を採用し、イラン軍のチーフテンはその重量のために苦戦することとなった。この時、複数のチーフテンが鹵獲され、イラク軍によって使用された。また、1990年8月2日にイラクがクウェートに侵攻した際には、クウェート軍がイラクの侵攻に対する準備を整えていなかったため、クウェート軍のチーフテンはまったく活躍できず、大半がイラクに鹵獲された。クウェート侵攻の翌年の湾岸戦争において、これらの元イラン軍及びクウェート軍のチーフテンは大半が破壊された。

## 形式・派生型

### 基本形式
チーフテン Mk.1
試験・訓練用の試作車。585HPのエンジンを搭載。1965年に40両のみ製造。
チーフテン Mk.2
最初の量産配備型。650HPのエンジンを搭載。1967年。
チーフテン Mk.3
新型キューポラ、エアクリーナー装備の改良型。
チーフテン Mk.3/2
電装系とエアクリーナー改良型。
チーフテン Mk.3/3
レーザーレンジファインダー、改良されたNBC防護パッケージを装備する改良型。
チーフテン Mk.3/3P
Mk.3/3のイラン向け輸出型の形式。
チーフテン Mk.4
燃料搭載量を増加するなどした改良型、試作のみ。
チーフテン Mk.5
新規に生産された形式では最後の型。1970年。Mk.3/3をベースにしており、750HPのエンジン搭載およびNBC防護の改良。
チーフテン Mk.5P
Mk.5のイラン向け輸出型の形式。
チーフテン Mk.6
最初の量産型であるMk.2を750HPエンジンに改修したもの。1979年。
チーフテン Mk.7
Mk.3をMk.6相当に改修したもの。
チーフテン Mk.7/2C
Mk.7のオマーン向け輸出型の形式。
チーフテン Mk.8
Mk.3/3をMk.6相当に改修したもの。
チーフテン Mk.9
Mk.6のFCS (射撃統制システム)を改良型に換装したもの。
チーフテン Mk.10
Mk.7からの改良型で、Mk.9相当の改修に加え、主砲前半部にゴムを使用した複合装甲「スティルブリュー」 (Stillbrew) を付加したもの。1985年。
チーフテン Mk.11、Mk.12
Mk.11はMk.8からの改良で、Mk.10相当の改修に加え、NBC防護の改良および砲塔左舷のサーチライトをTOGS（Thermal Observation and Gunnery System, 熱線探知・火器管制装置）に変更したもの。1988年～1990年に改修を実施。量産配備された戦車型としては最後のモデルとなった。Mk.12はMk.11と同等の改修をMk.5に施したものである。
チーフテン Mk.13
MK.11からの改良が計画されていたが、チャレンジャー2が開発されたことでキャンセルされた。

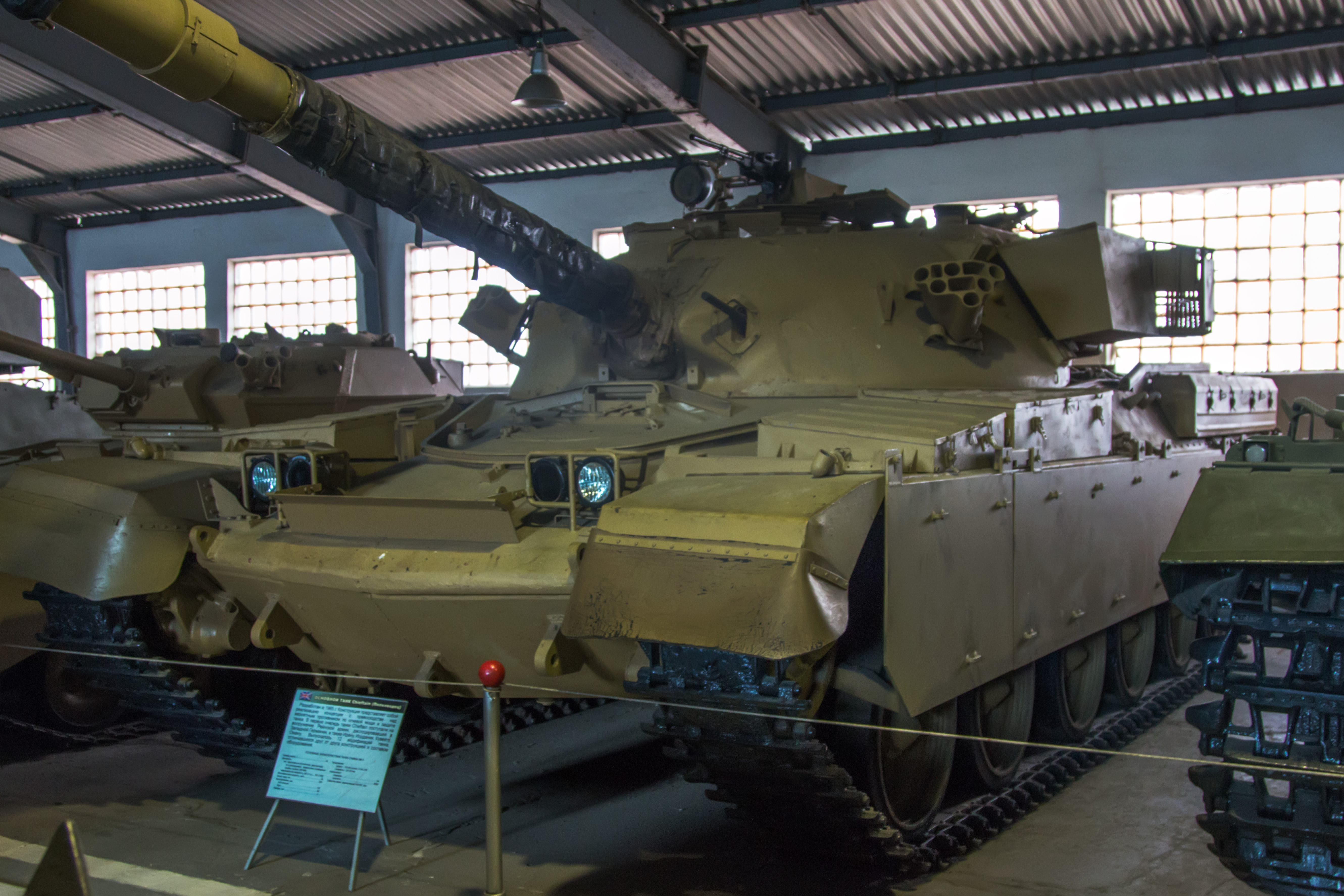
スティルブリュー装甲を持たないチーフテンMk.5、クビンカ戦車博物館。
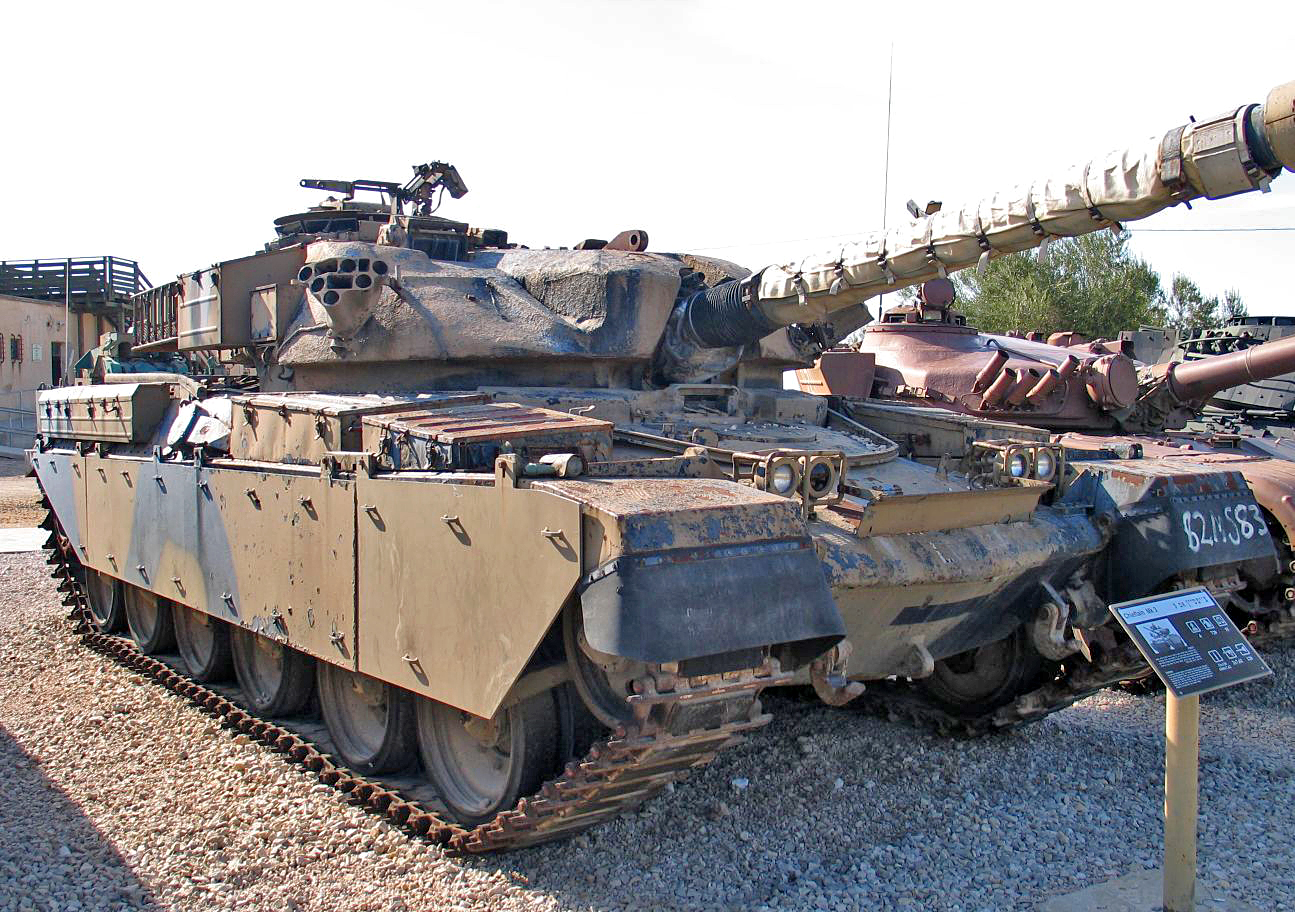
ラトルン戦車博物館のチーフテン。キャプションではMk.3であるが追加装甲が装着されている。
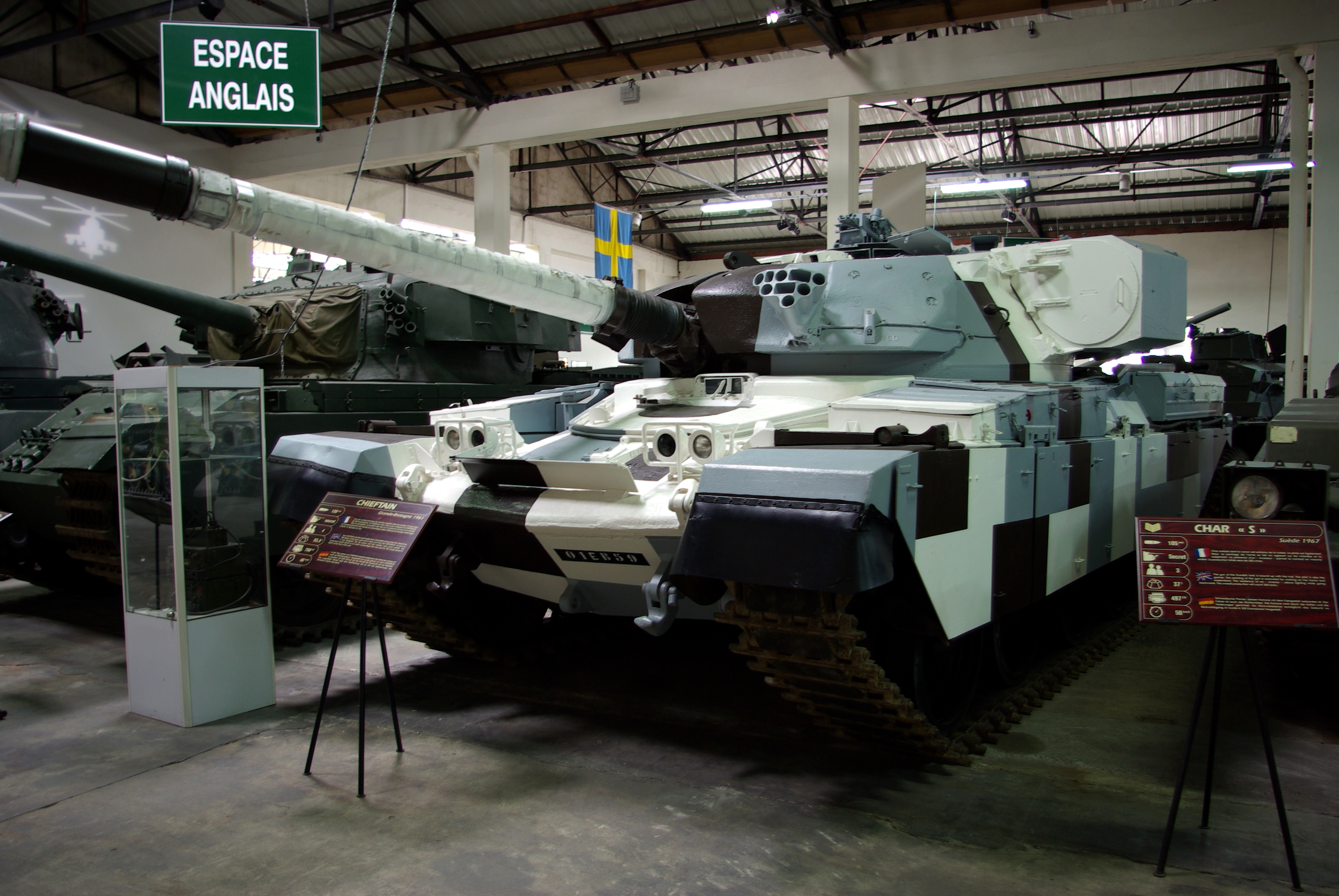
ソミュール戦車博物館のチーフテン。市街戦用の『ベルリン迷彩』が施されている。
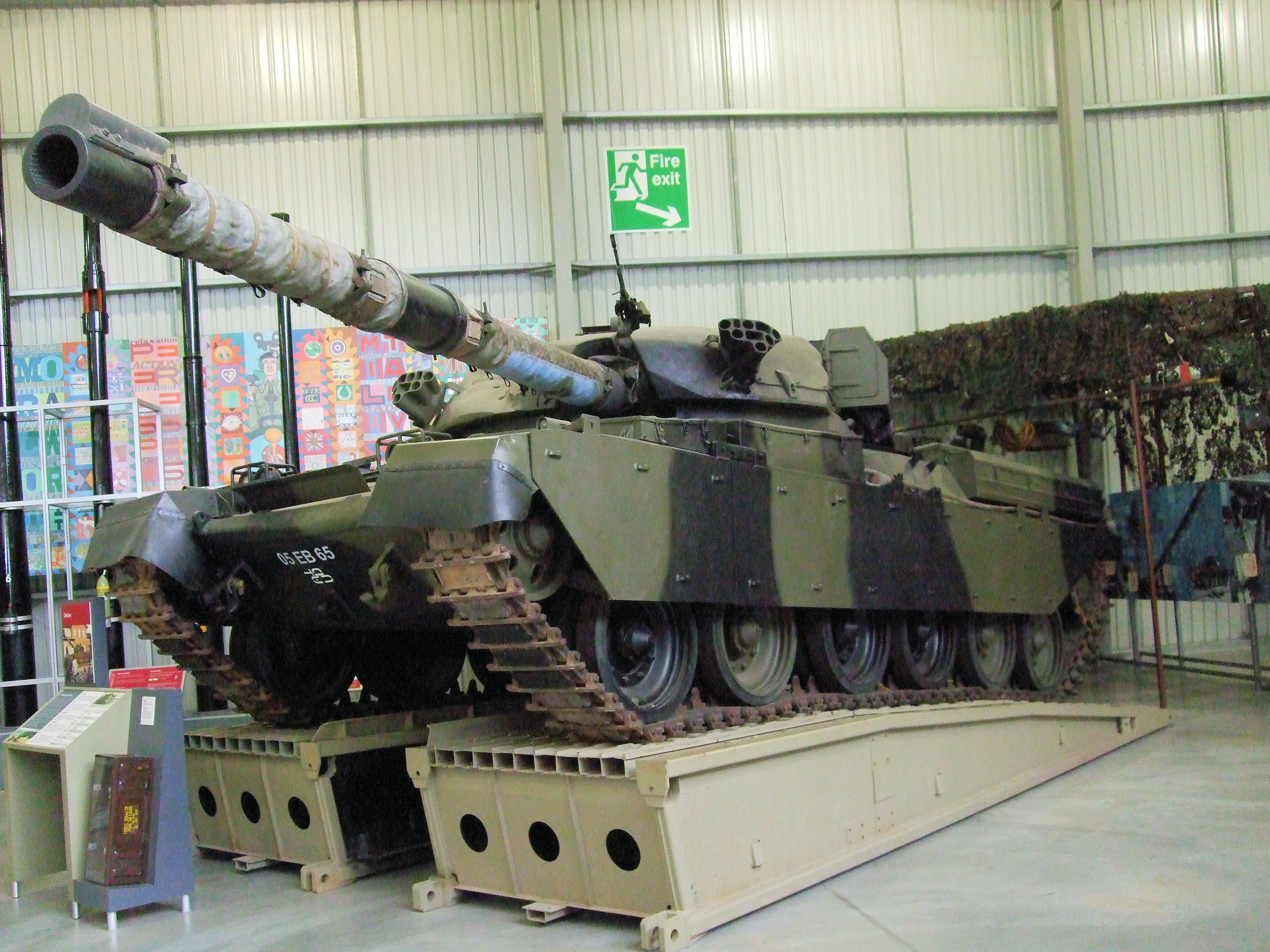
砲塔側面にTOGSを装着したMk.11。 ボービントン戦車博物館。

### 派生型
チーフテン AVRE
チーフテンの車体を基にした装甲工兵車 (AVRE)。AVREはArmoured Vehicle Royal Engineersの略。
チーフテン ARV
チーフテンの車体にウィンチを搭載した装甲回収車。ARRVはArmoured Recovery Vehicleの略。初期生産品。
チーフテン ARRV
チーフテンの車体にクレーンおよびウィンチを搭載した装甲回収車。ARRVはArmoured Recovery and Repair Vehicleの略。
チーフテン AVLB
チーフテンの車体を基にした架橋戦車。AVLBはArmoured Vehicle-Launched Bridgeの略。
チーフテン マークスマン
チーフテンの車体に2連装エリコンKD 35mm機関砲を装備したマークスマン砲塔を搭載した自走対空砲。輸出はされていない。

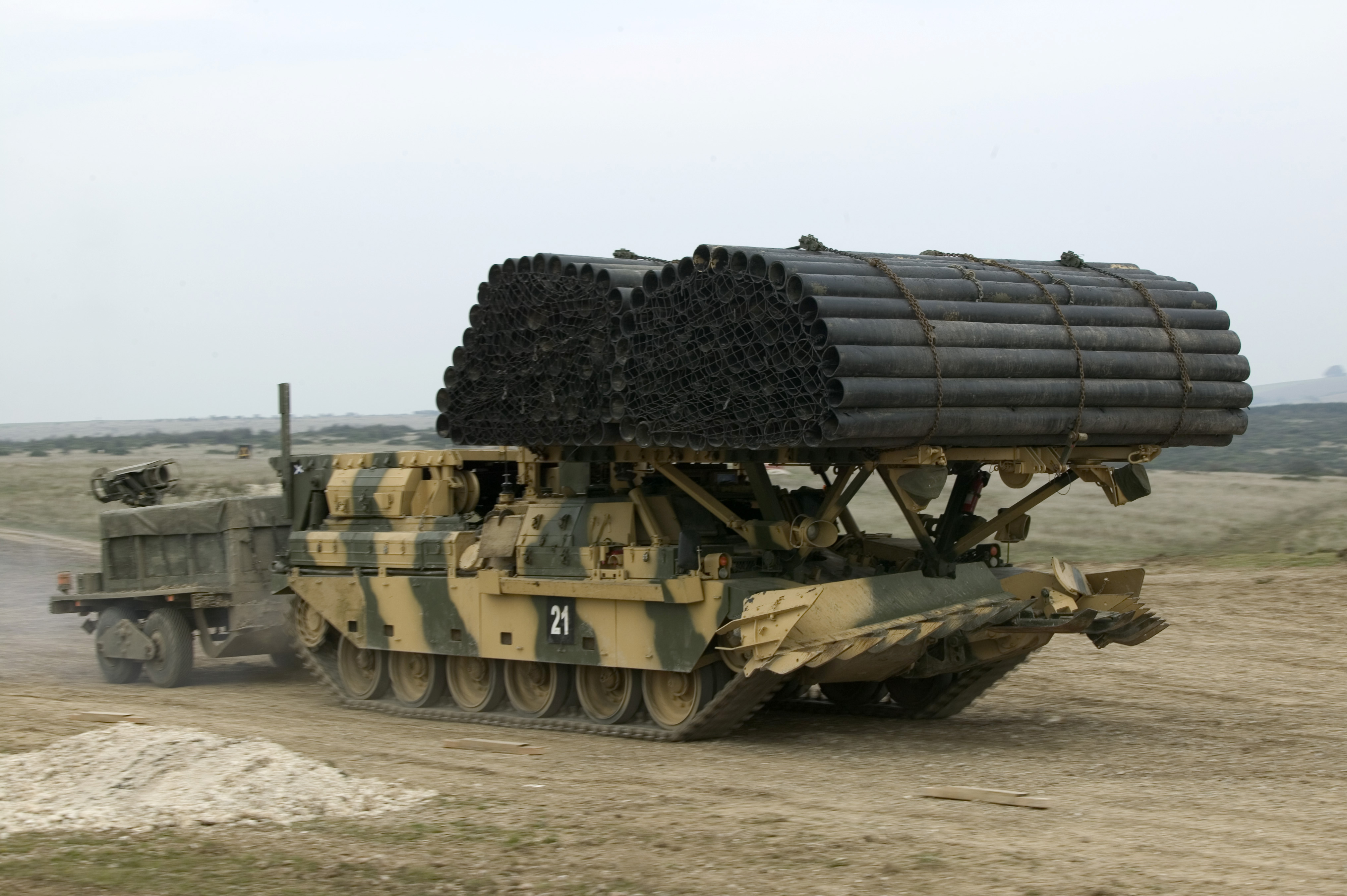
チーフテンAVRE
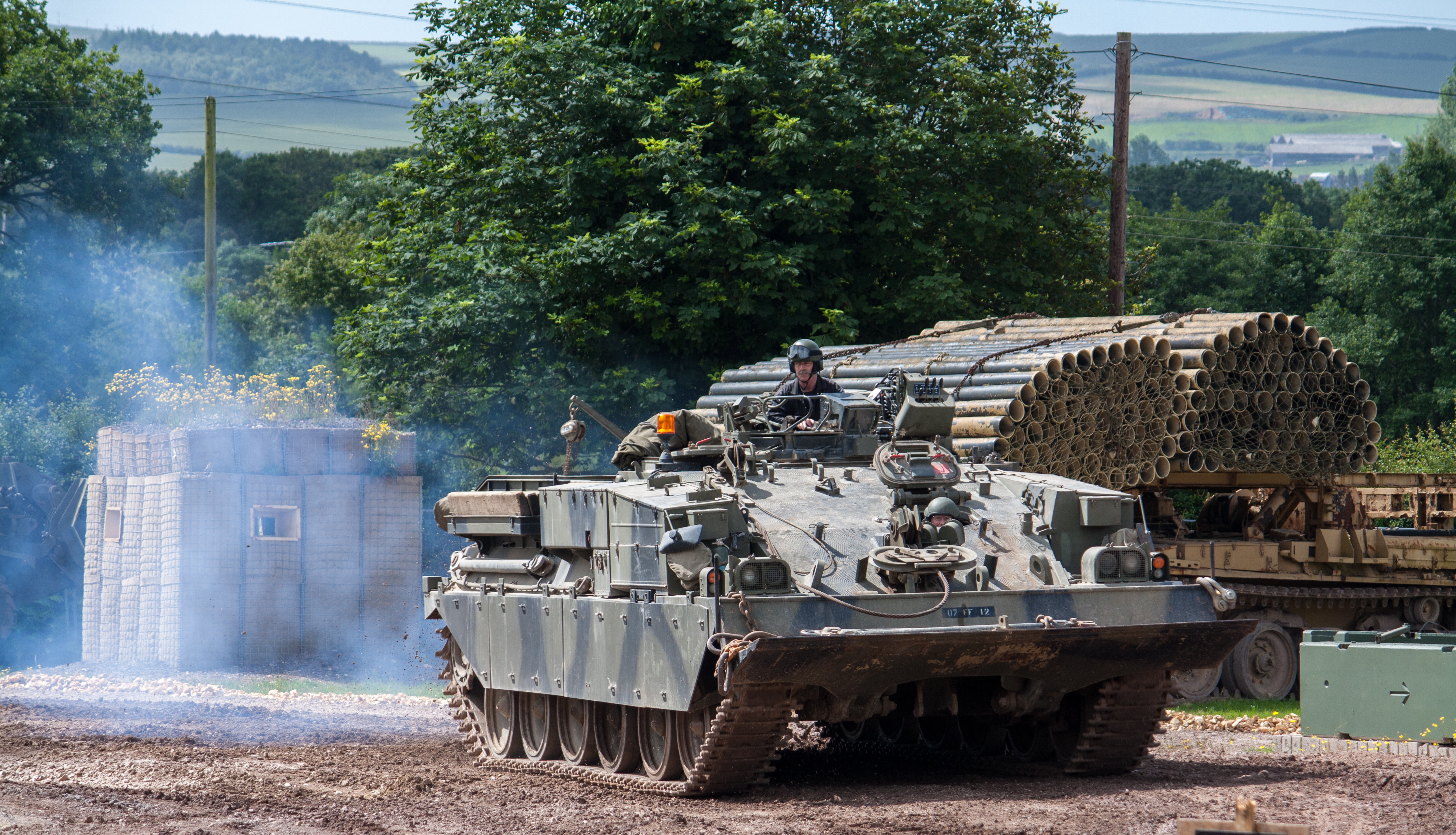
チーフテンARV
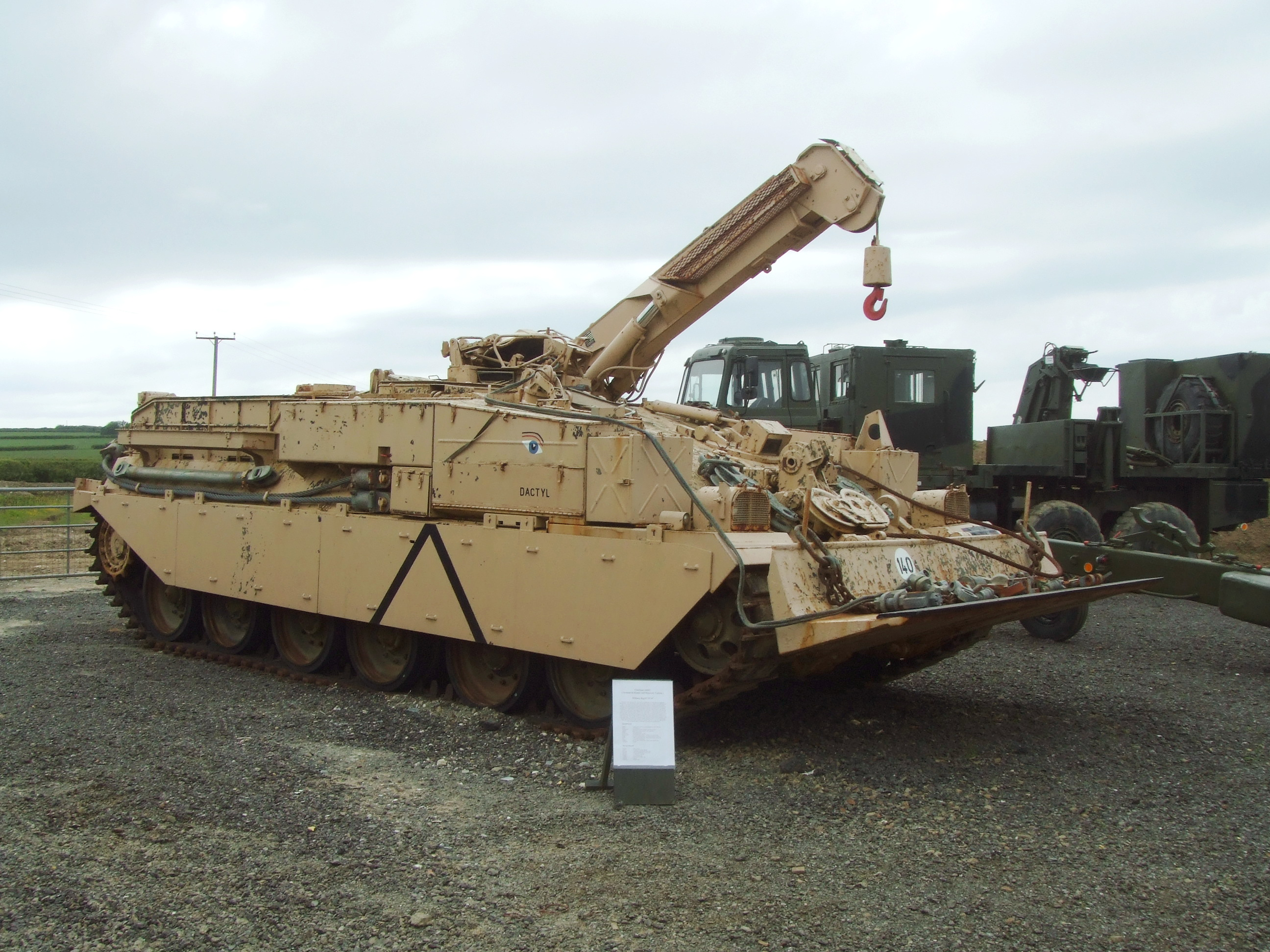
チーフテンARRV
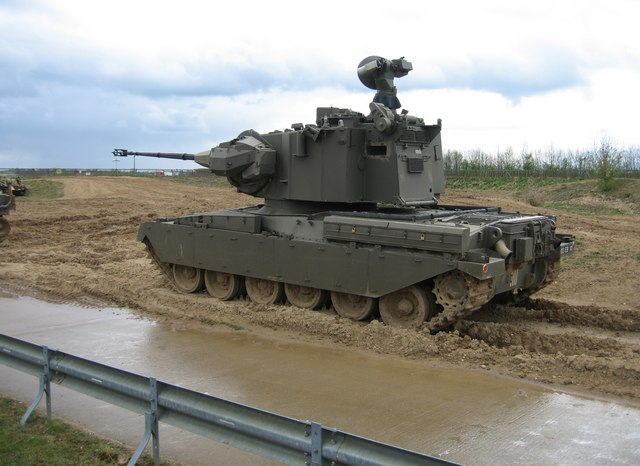
チーフテン マークスマン

### 試作型

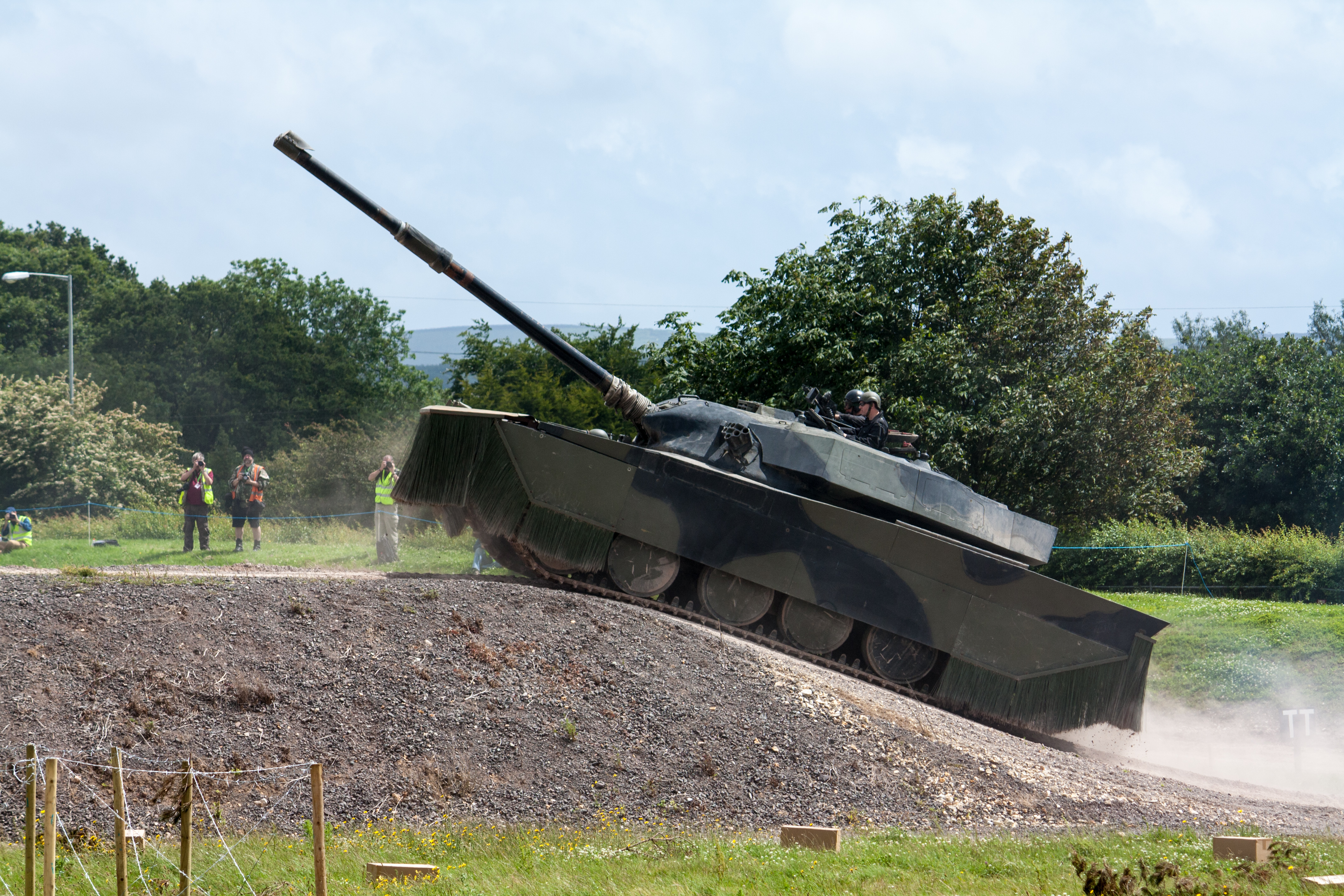
チーフテン SID
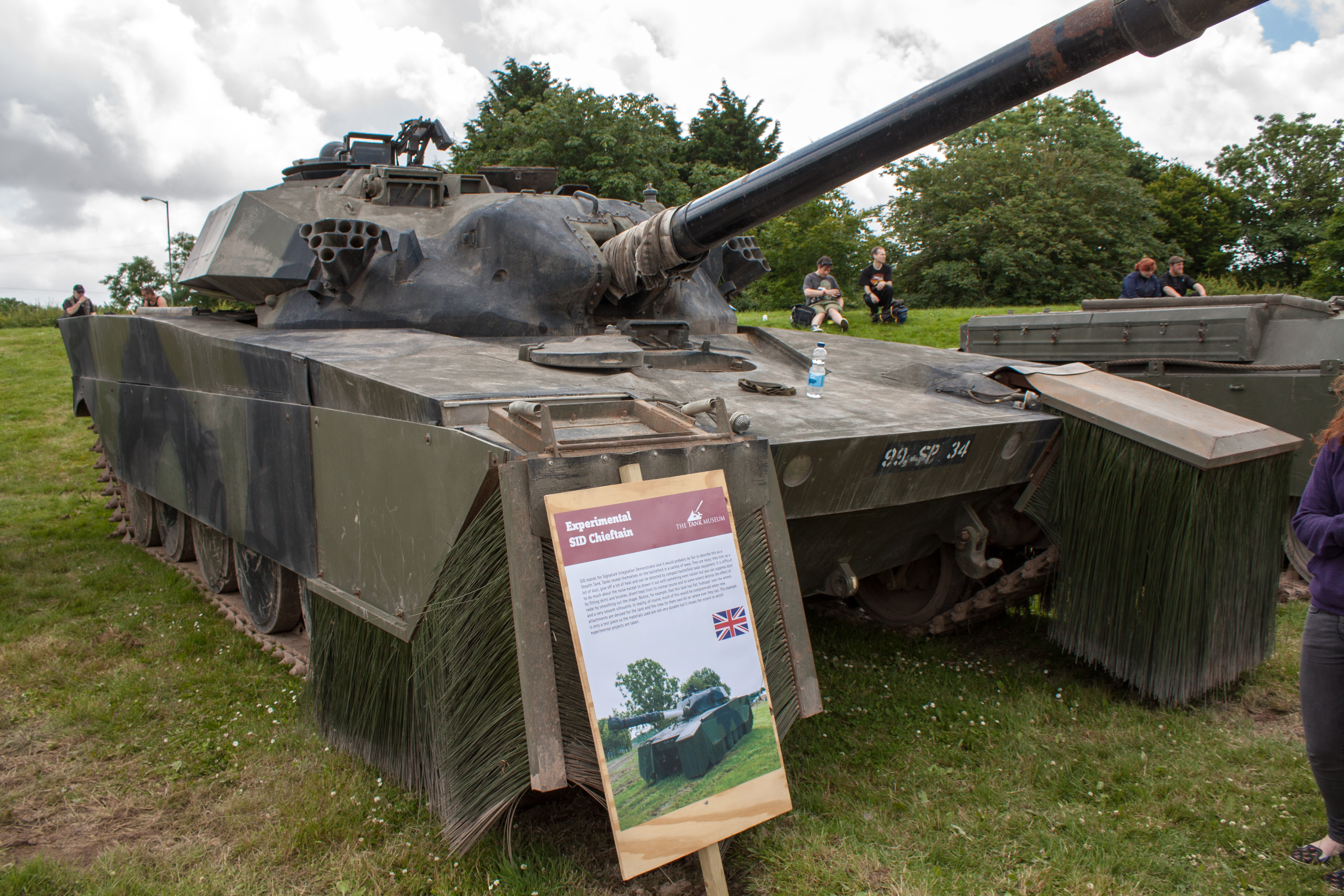
チーフテン SID

チーフテン 800
チーフテンにチョバムアーマーを装着したテスト用車両。試作のみ。
チーフテン 900
チーフテンにチョバムアーマーを装着したテスト用車両。試作のみ。
チーフテン マインクリーナー
地雷処理車仕様。試作のみ。
チーフテン セイバー
2連装30㎜対空砲装備の砲塔を搭載した自走対空砲。試作のみ。
チーフテン ウェポンキャリア
チーフテンの車体に155mm榴弾砲を搭載した型式。
チーフテン SID
視認性低下、ステルス性増強を目的としてチーフテンに刷毛状の泥除けを追加するなどしたデモンストレーション用車両。SIDはSignature Integration Demonstratorの略。
- チーフテン SID
- チーフテン SID

### 輸出型・海外型
ハリド (Khalid) ＝ シール1 (Shir 1)
イラン向け改修型（シール1）を、最終的にヨルダン軍が採用した（ハリド）。走行装置をチャレンジャー1と共通化する改良が行われている。本文も参照。なお、パキスタンにはアル・ハリド (AL-Khalid) という戦車があるが、これは中国軍の90-II式戦車のパキスタン向け輸出仕様の名称であり、別の戦車である。
シール2 (Shir 2)
イランでの独自改修型。車体後部が傾斜しており、砲塔側面のサーチライトが無くなっているなどの違いが見られる。
Mobarez
イランでの独自改修型。車体側面の装甲およびサイドスカート形状が異なり、エンジン出力が強化されている。

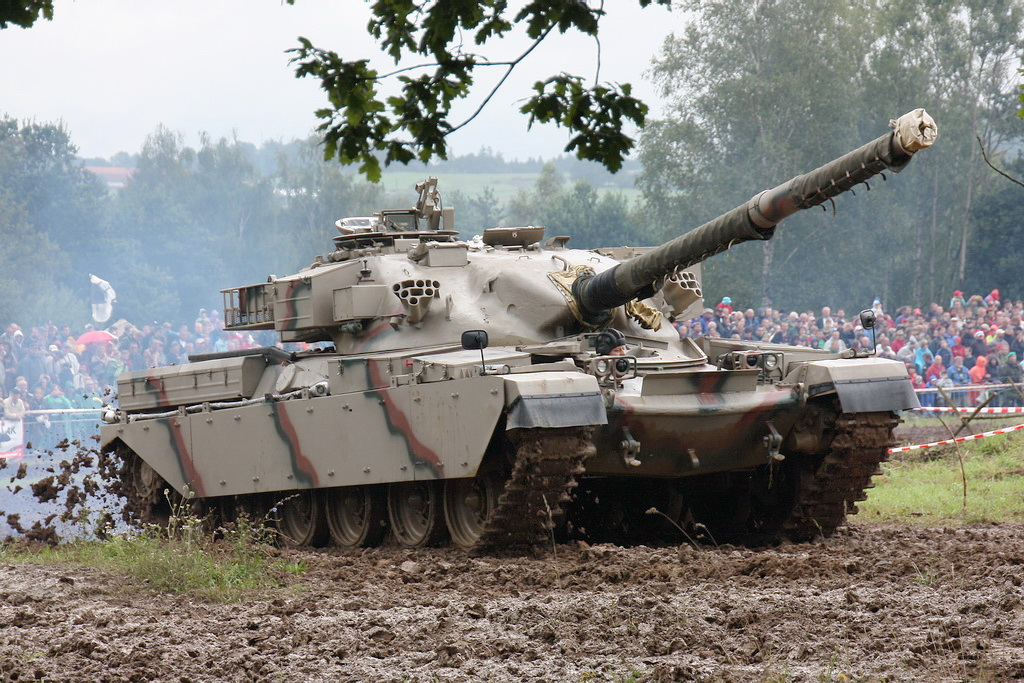
ヨルダン軍のハリド
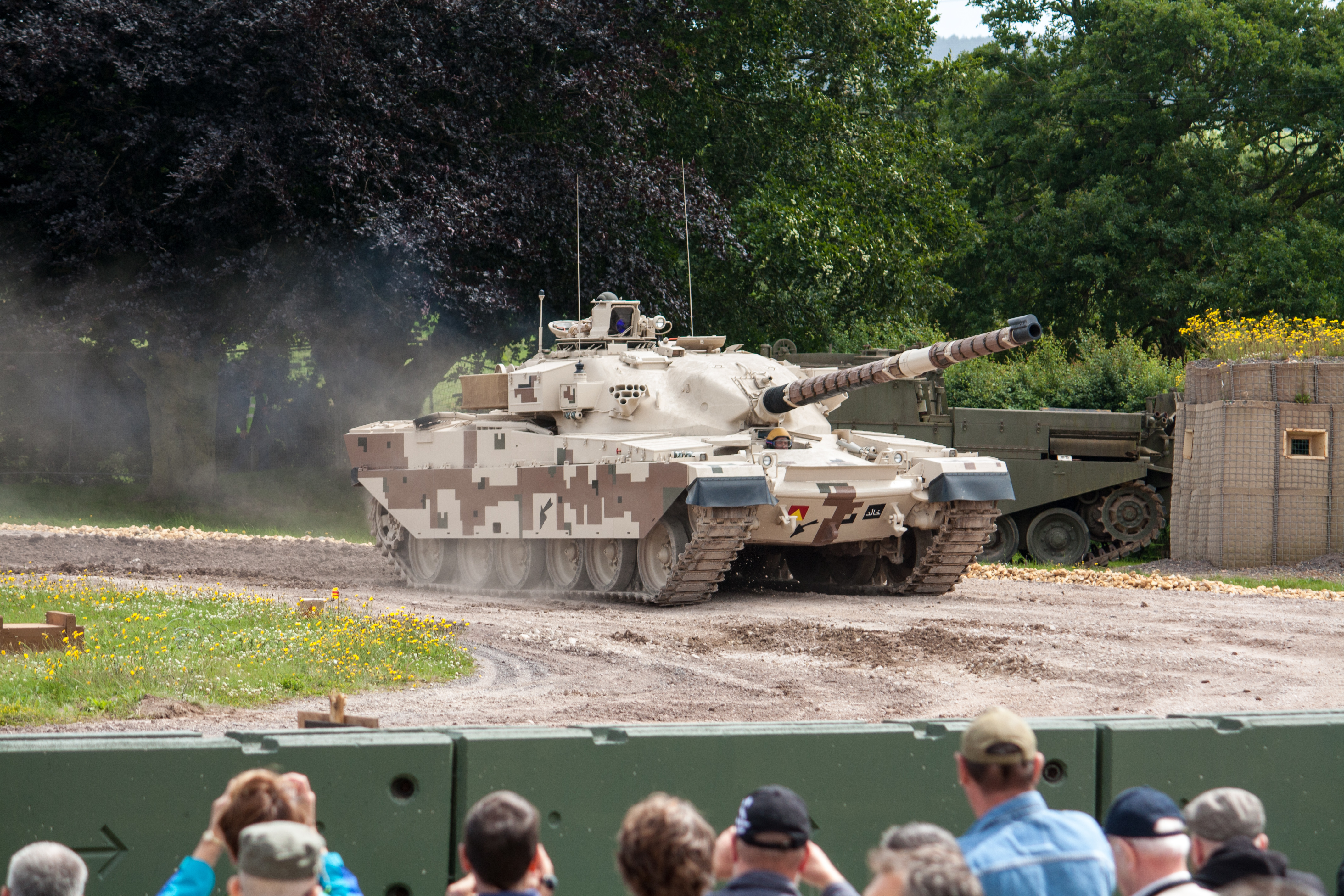
デジタル迷彩を施したハリド。 ボービントン戦車博物館。
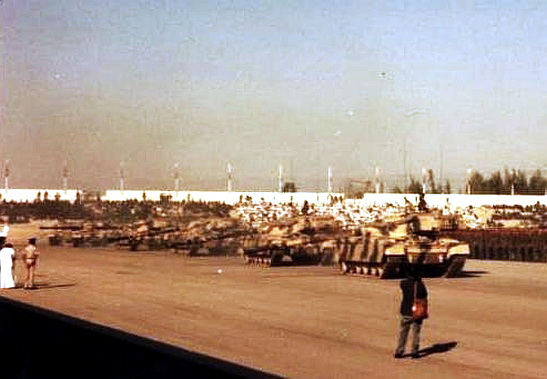
オマーンのチーフテン、1981年。

## 採用国

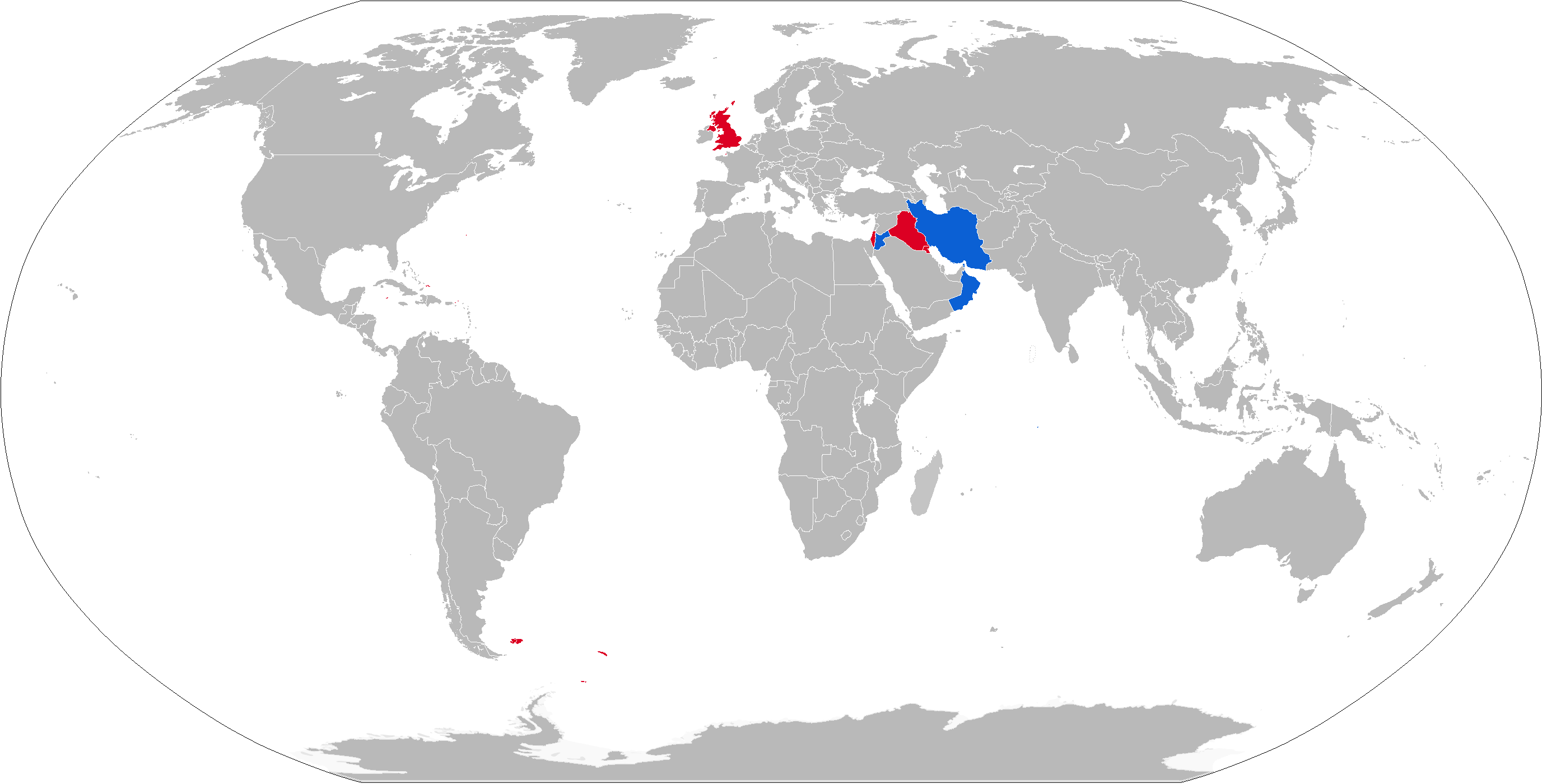
チーフテン採用国 (青は現役国、赤は退役国)

### 現役国
- イラク

クウェートおよびイランから鹵獲した車両を運用していた。シール1相当への改修が行われていた。うち90両はヨルダンに売却。その後の湾岸戦争などで大半が撃破されイラク治安部隊では使用されていなかったが、2015年にAMX-10Pなどと共にヤードに保管されていた一部の車両が修理され現役に復帰した。
- イラン

1975年から1979年にかけて707両のMk.3/3PおよびMk.5Pを導入。125から189両のFV4030-1"シール1"、41両のARV、14両のAVLBを導入。イラン・イラク戦争で実戦投入された。当時最新鋭のT-72に大敗を喫し、また多くの車両がイラクに鹵獲された。
- ヨルダン

1985年から1989年にかけて274両を導入。走行装置をチャレンジャー1と共通化するなど改修されている。
- オマーン

1981年から1985年にかけて27両を導入。現在も現役装備である。

### 退役国
- イギリス

1995年に退役し、チャレンジャー1およびチャレンジャー2に更新されている。
- イスラエル

テスト用に2両を購入し1965年から69年に試験を行った。ラトルン戦車博物館に車両が展示されている。
- クウェート

1976年から1995年にかけて267両を導入。（資料によっては総計338両）イラク軍に総計136両が鹵獲された。

## 登場作品

### 映画・テレビドラマ
『Mr.ビーン』
「Back to School Mr.Bean（ミスター・ビーン、学校へ行く）」に登場。学校でのデモンストレーションでミニを踏みつぶす。
『ウォーキング・デッド』
アメリカ陸軍のM1エイブラムス戦車風に塗装された車両がアトランタ市街とCDC前で登場。全て放棄されていたが第二話では主人公が戦車内に逃げ込んだ。
『サラマンダー』
アメリカ義勇軍の戦車として、増加装甲付きの車両が登場。指揮官のヴァンザンが搭乗するが、サラマンダーの火炎放射によって破壊される。撮影には実物が使用されている。
『ゾンビランド』
作中、市街地に放棄された車両が登場。
『ワイルド・スピード EURO MISSION』
内蔵されているICチップを手に入れるためにイギリス軍から強奪される。本車の最高速度は48kmであるが、それを感じさせないほど軽快な動きを見せる。

### アニメ・漫画
『FUTURE WAR 198X年』
西ドイツに配備されたイギリス陸軍ライン軍団のMk.9が登場する。
『夜明けのマッキー』
アフリカ某国の政府軍に配備されており、砲身にロープを付けて捕虜の絞首刑に使われる。
『ワイルド7』
「死神を処刑」の回に登場。史実と違い、イスラエル軍が主力戦車として使用している。

### 小説
『遙かなる星』
キューバ危機後に第三次世界大戦が勃発した世界にて、大戦で崩壊したアメリカ合衆国の東部を支配する武装勢力「東軍」がイランから密輸したものを使用。

### ゲーム
『War Thunder』
イギリス軍の車両としてChiefrain Mk.3、Mk.5、Mk.10、Marksman、ハリドが登場する。プレイヤーが操作可能。
『World of Tanks』
イギリス重戦車Chieftain Mk.6はイベントボックスで貰えました(現在は獲得不可)、Chieftain/T95は購入可能です。